# Nocturnal Depression
Nocturnal Depression es una banda francesa de Black Metal y Black/Doom, creada en 2004 por Herr Suizid (bajo, guitarra, batería) y Lord Lokhraed (voz). La banda se caracteriza por combinar elementos de black metal con elementos de música noise, ambient y doom metal.

## Biografía
Nocturnal Depression nace en el año 2004 donde inmediatamente publica dos demos: Suicidal thoughts y Near to the Stars. Al año siguiente lanza dos demos: Soundtrack for a Suicide y Fuck Off Parisian Black Metal Scene, todos con el sello discográfico Whispering Night Productions. Ya en el año 2006, sacan su primer álbum de larga duración Nostalgia – Fragments of a Broken Past. Luego de este lanzamiento, sacan un álbum split bajo el nombre de Nocturnal Depression/Funeral RIP; y por último, un nuevo demo con los sellos Self-Released y Eisiger Mond Productions, titulado Four Seasons to a Depression.
Los últimos dos discos (Nostalgia – Fragments of a Broken Past, y Four Seasons to a Depression), fueron modificados siendo lanzados oficialmente el 21 de septiembre de 2006. Ambos discos contenían el vídeo de las canciones tituladas Nostalgia y Host. Finalmente en el año 2007, la banda saca su segundo disco titulado Soundtrack for a Suicide - Opus II, bajo el sello Sun and Moon Records. Luego del éxito de sus producciones anteriores, la banda publica un álbum split junto con la banda Wedard originaria de Alemania, más tarde sale a la luz un nuevo trabajo junto con las bandas Benighted In Sodom y Deathrow titulado Dismal Empirean Solitude; y para cerrar el año 2009 Nocturnal Depression saca su primer DVD llamado Mankind Suffering Visions que es una de las presentaciones en directo de la banda interpretando varios de sus temas más exitosos durante toda su carrera, además de los videoclips oficiales de las canciones "Nostalgia" y "Host".
En el año 2010 la banda publicó un nuevo álbum split en conjunto con la banda Kaiserreich; además de su cuarto álbum llamado The Cult Of Negation que fue limitado a 180 copias.
Algo curioso de esta banda es que Herr Suizid, toca todos los instrumentos, pero a la hora de tocar en los conciertos, Herr Suizid no participa de estos debido a razones personales.

## Característica musical
Nocturnal Depression aborda en sus canciones temas como el suicidio, la tristeza, la depresión, el dolor, la muerte y la naturaleza.

## Influencias
Esta banda es influenciada por bandas como Forgotten Tomb, Shining, Silencer, Nargaroth, Katatonia y Burzum.

## Discografía
Álbumes de estudio
- 2006: Nostalgia – Fragments of a Broken Past
- 2007: Soundtrack for a Suicide – Opus II
- 2008: Reflections of a Sad Soul
- 2010: The Cult of Negation
- 2015: Spleen black metal
- 2019: Tides of despair

Demo
- 2004: Suicidal thoughts
- 2004: Near to the Stars
- 2005: Soundtrack for a Suicide
- 2005: Fuck Off Parisian Black Metal Scene
- 2006: Four Seasons to a Depression

Álbum split
- 2006: Nocturnal Depression/Funeral RIP

## Miembros
| Miembros originales 1. Herr Suizid – bajo, guitarra, batería 2. Lord Lokhraed – voz | Miembros en directo 1. Lord Lokhraed – voz y guitarra 2. Modii – bajo 3. Obeyron – guitarra 4. Abalam – guitarra 5. Morkhod – batería |